# Kołki (jezioro na Równinie Nowogardzkiej)
Kołki – jezioro na Równinie Nowogardzkiej, położone w gminie Stara Dąbrowa, w powiecie stargardzkim, w woj. zachodniopomorskim.
Według danych gminy powierzchnia zbiornika wynosi 12,5 ha, długość 730 m i szerokość 250 m. Średnia głębokość w jeziorze to 7,8 m, a maksymalna 18,8 m. Objętość wody w zbiorniku wynosi 962,5 tys. m³. Lusto wody jeziora znajduje się na wysokości 55,5 m n.p.m. Długość linii brzegowej akwenu wynosi 1800 m.
Według typologii rybackiej Kołki są jeziorem karasiowym. 
Kołki mają wydłużony kształt o przebiegu południkowym. Jezioro tylko od wschodniej strony otacza wąski pas lasu. Na południe od Kołków (ok. 80 m) znajduje się Jezioro Parlińskie, a na zachodnim jego brzegu leży wieś Parlino. Na zachód od jezior biegnie droga wojewódzka nr 106.